# Armon Johnson
Armon Deshawn Johnson (nacido el 23 de febrero de 1989 en Reno, Nevada) es un jugador de baloncesto estadounidense que actualmente juega en el BG 74 Göttingen de la liga alemana. Con 1,91 metros de estatura, juega en la posición de base.

## Trayectoria deportiva

### High School
Johnson se graduó en el Instituto Hug en Reno en 2007, donde fue nombrado Co-Jugador del Año de la Northern 4A Regional en cada una de sus dos últimas temporadas. Finalizó su carrera en el instituto como máximo anotador en la historia del estado de Nevada con 2.616 puntos. En su año sénior promedió 33.6 puntos, 9 rebotes y 2.3 asistencias, superando los 30.4 puntos y 7.6 rebotes firmados el año anterior. Fue incluido en el mejor quinteto del estado en dos ocasiones y nombrado MVP del equipo en sus tres últimas campañas.

### Universidad
Tras dejar el instituto se enroló en la Universidad de Nevada, jugando durante tres años para los Wolf Pack. En su primer año lideró al equipo en asistencias (3.4 por partido) y comenzó como titular en 32 de los 33 partidos que disputó. Fue nombrado Freshman del Año en la Western Athletic Conference, siendo el primer wolfpack en lograrlo desde Ramon Sessions en 2005, y formó parte del mejor quinteto de novatos de la conferencia. Al año siguiente lideró de nuevo a los Wolf Pack en asistencias (4.3) y fue el segundo máximo anotador con 15.5 puntos, lo que le valió para recibir numerosos galardones y honores; incluido en el mejor quinteto de la WAC, del All-District y del torneo de la WAC, y nombrado MVP del equipo junto con Luke Babbitt. En su tercer y última temporada en Nevada, Johnson lideró por tercer año consecutivo al equipo en asistencias (5.6) y fue incluido en el segundo mejor quinteto de la conferencia. Johnson abandonó los Wolf Pack como noveno máximo anotador en la historia de la universidad (1.441 puntos) y cuarto en asistencias con 445, además de convertirse en el sexto jugador en Nevada en lograr al menos 1.000 puntos y 250 asistencias.

### Profesional
Fue seleccionado por Portland Trail Blazers en la 34.ª posición del Draft de la NBA de 2010. El 2 de agosto de 2010 firmó su primer contrato profesional con los Blazers. A finales de febrero de 2012 fue cortado por los Blazers junto con Greg Oden. El 9 de abril de 2012 firmó un contrato de 10 días con New Jersey Nets. Con los New Jersey Nets jugó un total de 8 partidos, en donde mejoró su rendimiento en los dos últimos partidos de liga, haciendo 10 puntos, 2 rebotes, 2 asistencias contra Philadelphia 76ers y 11 puntos, 3 rebotes, 5 asistencias y 4 robos contra Toronto Raptors.

### Orlando Magic
Al finalizar la temporada 2011-12, Johnson queda como agente libre y ficha por los Orlando Magic.

## Estadísticas de su carrera en la NBA

### Temporada regular
| Año     | Equipo     | PJ | PT | MPP  | %TC   | %3P  | %TL   | RPP | APP | ROB | TPP | PPP |
| ------- | ---------- | -- | -- | ---- | ----- | ---- | ----- | --- | --- | --- | --- | --- |
| 2010-11 | Portland   | 38 | 0  | 7.3  | .455  | .417 | .591  | 1.0 | 1.2 | .1  | .0  | 2.9 |
| 2011-12 | Portland   | 1  | 0  | 5.0  | .1000 | .000 | .000  | 1.0 | .0  | 1.0 | .0  | 2.0 |
| 2011-12 | New Jersey | 8  | 0  | 14.9 | .452  | .333 | .1000 | 1.5 | 1.4 | .6  | .7  | 5.6 |
| Total   | Total      | 47 | 0  | 8.5  | .451  | .400 | .679  | 1.0 | 1.2 | .2  | .0  | 3.3 |